# Nokia 6086
Il Nokia 6086 è un telefono cellulare prodotto dall'azienda finlandese Nokia e messo in commercio nel 2007.

## Caratteristiche
- Dimensioni: 92 x 46 x 23 mm
- Massa: 84 g
- Risoluzione display interno: 128 x 160 pixel a 262 144 colori
- Risoluzione display esterno: 96 x 68 pixel monocromatico
- Durata batteria in conversazione: 5 ore
- Durata batteria in standby: 240 ore (10 giorni)
- Fotocamera: 1.3 megapixel
- Memoria: 5 MB espandibile con MicroSD
- Bluetooth, Wi-Fi e USB